# خوانيتا هانسن
خوانيتا هانسن (بالإنجليزية: Juanita Hansen) (و. 1895 – 1961 م) هي ممثلة، وممثلة مسرحية من الولايات المتحدة الأمريكية ولدت في دي موين، آيوا.

## روابط خارجية
- خوانيتا هانسن على موقع IMDb (الإنجليزية)
- خوانيتا هانسن على موقع أول موفي (الإنجليزية)
- خوانيتا هانسن على موقع قاعدة بيانات الأفلام السويدية (السويدية)
- خوانيتا هانسن على موقع قاعدة بيانات الفيلم (الإنجليزية)
- خوانيتا هانسن على موقع كينوبويسك (الروسية)